# Rojtosszárnyúak
A rojtosszárnyúak (tripszek, hólyagoslábúak Thysanoptera) az ízeltlábúak törzsének és a rovarok osztályának egyik rendje kb. 3000 fajjal.
Nevüket onnan kapták, hogy összenőtt közép- és utótorukon négy nagyon keskeny, szegélyén hosszú rojtokkal, pillákkal ellátott szárny nő.
Apró, sötét színű rovarok. A legtöbbjük levelek, virágok nedvein él. Főleg nyári napokon rajzanak nagy tömegekben — az ilyen fajok általában gabonaféléken fejlődnek, és érzékeny mezőgazdasági károkat okozhatnak. Sokuk épületek belsejében telel át.
Lárváik átváltozással (tökéletlen átalakulással, hemimetamorfózissal), tehát fokozatosan, több vedléssel, de bábozódás és szelvényszaporító átalakulás nélkül fejlődnek imágóvá.

## Rendszertani felosztásuk
A rendbe az alábbi alrendek és családok tartoznak:
- Tojócsöves tripszek (Terebrantia)
  - Adiheterothripidae
  - Felfeléhajló-tojócsöves tripszfélék (Aeolothripidae)
  - Fauriellidae
  - Hemithripidae
  - Heterothripidae
  - Karataothripidae
  - Melanthripidae
  - Merothripidae
  - Valódi tripszfélék (Thripidae)
  - Triassothripidae
  - Uzelothripidae
- Csőfarkú tripszek (Tubulifera)
  - Tojócsőnélküli tripszfélék (Phlaeothripidae)